# Jean Robin (botaniste)
Pour les articles homonymes, voir Jean Robin et Robin.
 (janvier 2013).

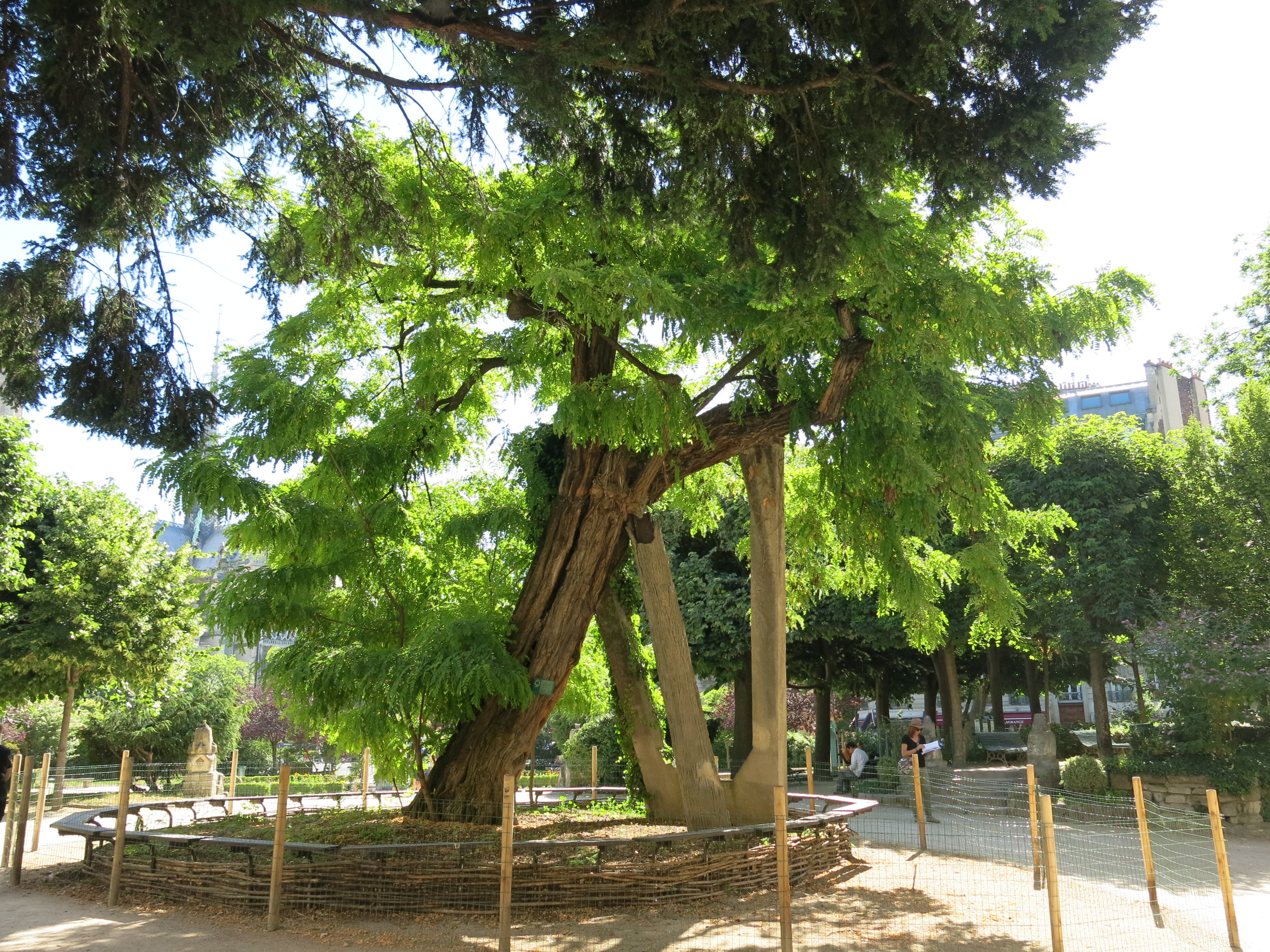
Le Robinier du square René-Viviani semé par Jean Robin.

Jean Robin est un apothicaire et botaniste français, né en 1550 à Paris et mort le 25 avril 1629 dans cette même ville.

## Biographie
Jean Robin, jardinier (décrit comme « simpliciste » et « arboriste ») d'Henri III, d'Henri IV et de Louis XIII, sema en 1601 le premier Robinia introduit en Europe, soit dans son jardin, là où se trouve maintenant la place Dauphine (selon Yves Laissus), soit, selon Gérard Cusset, au jardin de l'École de médecine, qui pourrait avoir englobé l’actuel square René-Viviani (où il se dresse toujours). Selon d’autres sources, Robin aurait semé un robinier dans chacun de ces deux jardins. Son fils Vespasien (1579-1662) en planta un autre exemplaire en 1636 au Jardin du Roi (aujourd'hui jardin des plantes de Paris), où il existe toujours. 
Il publia plusieurs livres, le premier, en 1601, étant le catalogue des 1 300 espèces indigènes et exotiques qu'il cultivait (Catalogus stirpium, etc.). Curieusement, selon Cusset dans le même article, Robin publia la même année Le jardin du roy très chrétien Henry IV (« réédité, inchangé, comme : P. Vallet, Le jardin du roy très chrétien Henry IV, roy de France et de Navarre, dédié à La Royne », toujours selon Gérard Cusset). Dans la dédicace que Pierre Vallet adresse à la reine, il fait référence aux « superbes & delicieux jardins, que sa Majesté fait cultiver par Jean Robin son herboriste ».
Il publia également, en 1623, Enchiridion isagogicum ad facilem notitiam stirpium tam indigenarum quam exoticarum. Haec coluntur in horto D. D. Joannis et Vespasiani Robin.
Il avait la responsabilité de plusieurs jardins, dont celui que Catherine de Médicis fit créer pour le palais des Tuileries. Il se pourrait que ce jardin soit celui qui est représenté sur le frontispice du Jardin du roy. Le petit jardin botanique de l'École de médecine (rue de la Bûcherie) lui fut également confié en 1597. Ce jardin fut fermé en 1617.
Il avait fait venir de nombreuses graines et oignons de plantes exotiques de Hollande et refusait de partager ces ressources. Lors de la création du jardin royal des Plantes médicinales, en 1626, Guy de La Brosse fit de Vespasien Robin son sous-démonstrateur : il obtint ainsi que le père de Vespasien donne au Jardin « plus de douze cents espèces, qui formèrent le fond de l'École de Botanique ».

## Œuvres

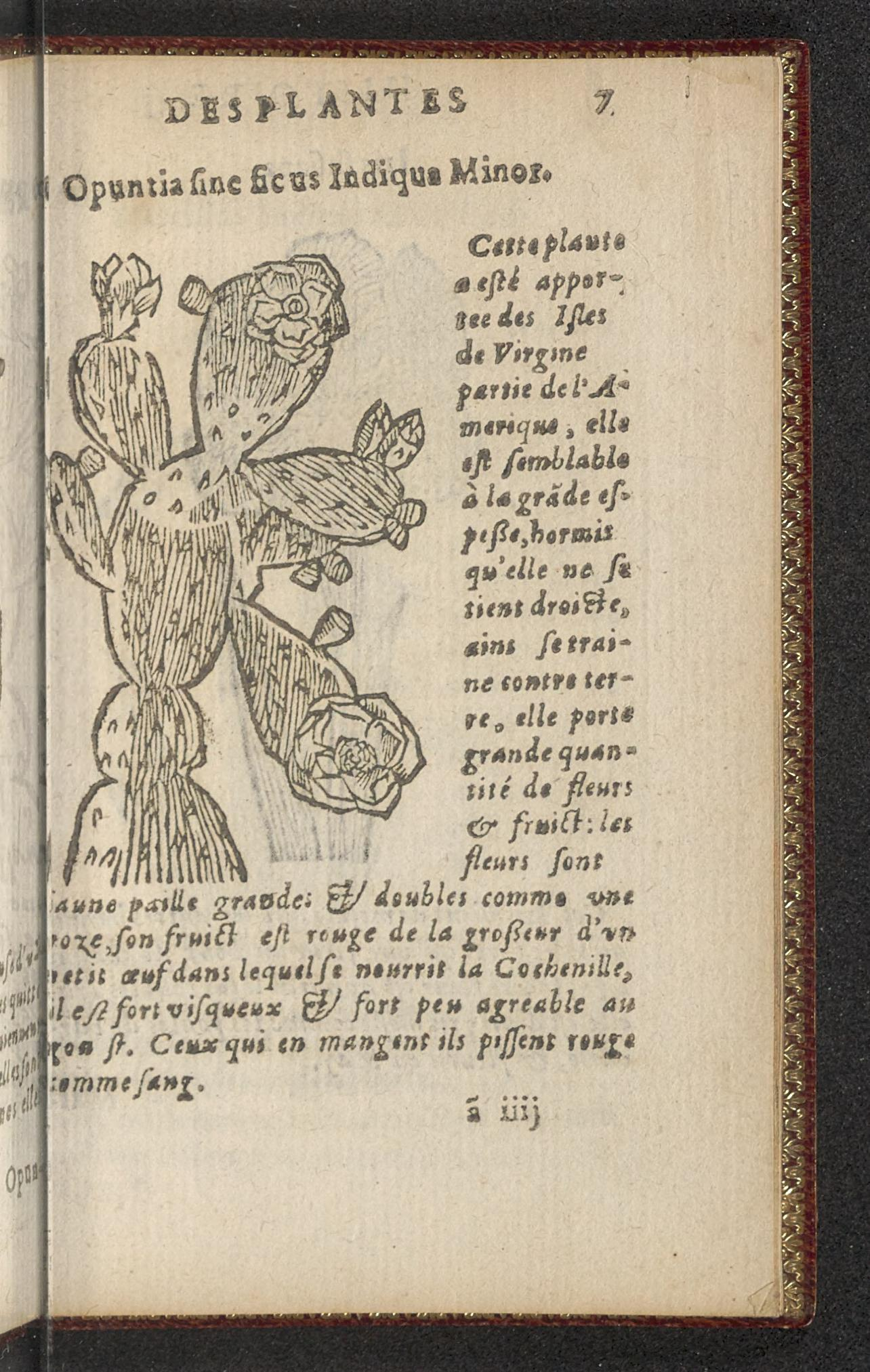
Une page de Histoire des plantes, novvellement trouuées en l'isle Virgine, & autres lieux, 1620. Rosenwald Collection, Library of Congress.

- Catalogus stirpium tam indigenarum quam exoticarum quæ Lutetiæ coluntur, Paris, 1601
- Le jardin du roi Henri IV, 1608
- Histoire de plantes aromatiques &c. augmentée de plusieurs plantes venues des Indes lesquelles ont été prises & cultivées au Jardin de M Robin, arboriste du Roi, Paris, Macé, 1619, in-16, 16 p.
- Le jardin du roi Louis XIII, 1623
- Enchiridion isagogicum ad facilem notitiam Stirpium tam indigenarum quam exoticarum quæ coluntur in horto D.D. Joan. & Vespasiani Robin, Paris, P. de Bresche, 1624, in-12, 71 p. Avec Vespasien Robin. Première édition : 1623